# Jacques Lataste
Jacques Lataste (La Grand-Combe, 7 giugno 1922 – Parigi, 10 novembre 2011) è stato uno schermidore francese, vincitore di due medaglie d'oro ed una d'argento nella scherma ai giochi olimpici.